# اتحاد إستونيا لكرة القدم

الشعار السابق للاتحاد

تأسس الاتحاد الأستوني لكرة القدم في عام 1921م وانضم إلى الإتحاد الدولي لكرة القدم في 1923م وإنضم إلى الاتحاد الأوروبي لكرة القدم في 1992م.